# 加古 (重巡洋艦)
加古（かこ）は、大日本帝国海軍の重巡洋艦。古鷹型重巡洋艦2番艦である。1926年（大正15年）7月に竣工し、姉妹艦「古鷹」に続いて世界に先駆けて20センチ砲を採用した巡洋艦となった。1942年（昭和17年）8月8日の第一次ソロモン海戦で活躍した帰路、寄港地に向かう途中に米潜水艦の雷撃を受け沈没した。
艦名は兵庫県を流れる加古川に由来する。艦内神社は日岡神社。加古川市の同社境内に有志寄贈の絵が飾られている

## 艦名
1921年（大正10年）3月19日、5500トン型軽巡洋艦として「加古」「那珂」「神通」「川内」の4隻（後の川内型軽巡洋艦）の建造が計画された。「加古」は佐世保海軍工廠で建造を予定していたが 、1922年（大正11年）の ワシントン軍縮会議の結果、 3月17日に建造が中止された。
10月9日、排水量7,100トンの新造一等巡洋艦（当時の日本海軍の区分で7,000トン以上の巡洋艦）1番艦に、中止された軽巡の建造費目を転用できる「加古」の艦名が当てられ、川崎重工業神戸造船所で建造する事が決まった。2番艦は計画通り「古鷹」、3番艦以降に1番艦に予定していた「衣笠」の艦名が先送りされた。この結果、重巡洋艦（一等巡洋艦、甲巡）に山の名前をつけるのが慣例の日本海軍で、例外的に河川名が付いた艦となった。
最上型重巡洋艦と利根型重巡洋艦は日本海軍の内規上は軽巡洋艦（二等巡洋艦、乙巡）に区分されたため、河川名で新規竣工した重巡洋艦は「加古」が唯一である。
艦艇研究家の福井静夫は「加古」の艦名が変更されなかった点について、「計画常備排水量は7,100トンだが、ワシントン軍縮会議における基準排水量では6,700トン超となり、7,000トンを下回って軽巡洋艦に区分される可能性に留意したのではないか」と指摘している。実際の古鷹型は計画より大幅に排水量が超過し、軽巡洋艦になる可能性はなくなった。

## 艦歴

### 建造
「加古」は1922年（大正11年）11月17日、「古鷹」より18日早く川崎造船所で起工した。進水は「古鷹」より約１か月半遅れて1925年（大正14年）4月10日、竣工は「古鷹」より約4か月遅い1926年（大正15年）7月20日にずれ込んだ。竣工の遅れは、竣工直前にクレーン事故で船体を損傷したことが原因とされる。この結果、「加古」は11月29日の艦艇類別等級表の改訂で正式に古鷹型2番艦となったが、計画段階から「加古型（加古級）」の呼称が日本海軍内で定着していたため、改訂後も広く使われていた。

### 太平洋戦争前
「加古」は竣工した1926年7月20日、横須賀鎮守府籍となった。8月1日に第五戦隊（「古鷹」、軽巡洋艦「川内」「由良」）に編入され、8月5日に「古鷹」から旗艦を引き継いだした。「加古」は太平洋戦争開戦まで日本近海や中国沿岸で訓練や作戦支援に従事し、交代で戦隊の旗艦もたびたび務めた。
1927年（昭和2年）8月24日、「加古」は島根県の美保関沖で行われた演習に参加し、僚艦が衝突する美保関事件に遭遇した。同じ第五戦隊に所属していた「神通」「那珂」が大破したが、「加古」と「古鷹」に損傷はなく、「加古」は沈没した駆逐艦「蕨」と損傷艦の救援に従事した。その後、戦艦「金剛」および同艦に曳航される「神通」を護衛し、舞鶴へ向かった。12月1日、第五戦隊から「神通」「那珂」が外れて「青葉」と「衣笠」が編入され、古鷹型・青葉型の重巡洋艦4隻が初めて同一の戦隊を組んだ。
大正～昭和初期の日本では、海軍力を増強するため軍艦に搭載する兵装や機関の改良が急速に進んだ。「加古」は 1931年（昭和6年）5月15日から9月29日まで横須賀海軍工廠に入渠、10月1日附で呉鎮守府籍となり11月10日から1932年（昭和7年）5月31日まで呉海軍工廠に入渠した。ほぼ1年間の改装で飛行機滑走台をカタパルトに、8センチ単装高角砲4門を12センチ単装高角砲4門に換装した。呉入渠中の4月4日には駆逐艦「江風」「谷風」の残務処理事務所を艦内に設置している。1934年（昭和9年）11月10日から1935年（昭和10年）2月25日まで佐世保海軍工廠、5月20日に呉工廠に入渠し、整備を行った。
日本がワシントン海軍軍縮条約の破棄を通告し、1936年 （昭和11年）12月の条約失効とロンドン海軍軍縮会議からの脱退が確実になると、重巡洋艦としては兵装の遅れが目立っていた古鷹型は、条約失効を前提とした大規模な近代化改装工事に着手した。「加古」は1936年7月から佐世保工廠で工事に入り、船殻工事は大阪鉄工所（日立造船）で行った。1937年 （昭和12年）12月27日、工事は完了した。主砲6門は同数ながら人力給弾・装填式の単装砲6基を20.3センチ連装砲3基に換装し、射程・貫通力・速射性能を大幅に向上させた。機関は重油石炭混焼式2基を廃止して重油専燃缶の出力を向上させ、艦橋上部や煙突の形状も変更された。排水量の増加に伴い浮力を向上させるバルジを追加した。魚雷発射装置は連装6基12門から4連装2基8門となり九三式酸素魚雷の使用が可能になった（改装の詳細は古鷹型重巡洋艦参照）。
1940年（昭和15年）10月11日、紀元二千六百年特別観艦式で「古鷹」と共に供奉艦として参列した。 1941年（昭和16年）3月1日、第六戦隊に「古鷹」「加古」「青葉」「衣笠」の4隻が揃い、9月15日に五藤存知少将が戦隊司令官に就任して、太平洋戦争の開戦を迎えた。

### 太平洋戦争
1941年11月7日に第六戦隊は南洋部隊に編入され、グァム島攻略支援部隊としてグアム島攻略作戦に参加した。第六戦隊は11月30日に柱島泊地を出港して12月2日に母島に到着。12月4日の攻略部隊の母島出撃に続いて第六戦隊も出撃して敵水上部隊に備え、上陸成功後はトラックへ向かい12月12日に到着した。
グアム島攻略と同じ頃行なわれたウェーク島攻略作戦は失敗に終わっており、第二次攻略作戦には第六戦隊も投入されることとなった。第六戦隊はウェーク島攻略支援部隊となった。第六戦隊は12月13日にトラックを出港して12月16日にルオットに到着。12月21日に攻略部隊などが出撃し、第六戦隊もそれに続いて出撃した。ウェーク島は12月23日に攻略された。第六戦隊はウェーク島東方を行動し、攻略後は南下して攻略部隊の支援にあたり、12月25日にルオットに帰投。1942年1月7日にルオットを出港し、1月10日にトラックに到着した。
1942年（昭和17年）1月-2月上旬にラバウル攻略、3月上旬はラエ・サラモア方面攻略作戦、4月上旬はブーゲンビル島方面およびアドミラルティ攻略作戦等、南方・ソロモン諸島を転戦した。
5月上旬、珊瑚海海戦に参加した。第六戦隊と駆逐艦「漣」、空母「祥鳳」でMO主隊が編成され、五藤少将が指揮官となった。5月7日に「祥鳳」が撃沈され、5月8日に第2小隊の「衣笠」「古鷹」はMO機動部隊に編入された。「加古」の水上偵察機1機が行方不明になったが、特設水上機母艦「神川丸」に救助され、後日母艦に戻った。5月11日、米潜水艦に雷撃された敷設艦「沖島」の救援におもむくが、「沖島」は沈没した。
珊瑚海海戦の結果、 ポートモレスビー作戦は当面中止となった。第六戦隊は整備のため日本に回航し、「加古」と「青葉」は5月22日に呉に入港した。
ミッドウェー海戦後、「ソロモン諸島、ニューギニア東部における航空基地獲得設営のための作戦」（SN作戦）が計画され、呉で整備中であった第六戦隊や舞鶴で整備中であった第十八戦隊（天龍、龍田）などはトラックへの集結を命じられた。この作戦では第六戦隊と第十八戦隊で支援部隊が編成された。「加古」と「青葉」は第十八戦隊と共に6月23日にトラックに進出した。到着直前、対潜哨戒に出撃した「加古」の水上偵察機1号機（乗員3名）が不時着し、開戦以来初の戦死者を出した。6月29日、ガダルカナル島進出部隊（第一護衛隊が護衛する船団）がトラックを出撃。「加古」と「青葉」および第十八戦隊も翌日出撃してガダルカナル島進出部隊を間接支援し、それからキエタを経て7月7日にレガタに着くと、掃海、掃蕩、調査を行った。7月10日には第六戦隊第二小隊もレガタに着き、翌日第六戦隊は第一護衛隊を間接支援した。
7月14日、第六戦隊は第八艦隊（司令長官三川軍一中将）を基幹とする外南洋部隊に編入された。

### 沈没
1942年（昭和17年）8月7日、米軍がツラギ島とガダルカナル島に上陸し、ソロモン諸島での反攻を開始した。ラバウルに向かって行動中だった第六戦隊は急遽、重巡洋艦「鳥海」・軽巡洋艦「天龍」「夕張」・駆逐艦「夕凪」と合流した。8月8日 - 9日の夜間を衝いてガダルカナル島とサボ島の海域に突入、輸送船団を護衛する米豪連合軍艦隊と交戦し、第一次ソロモン海戦が勃発した。「加古」は米重巡洋艦「アストリア (USS Astoria, CA-34) 」「ヴィンセンス (USS Vincennes, CA-44) 」「クインシー(USS Quincy, CA-39) 」、豪重重巡洋艦「キャンベラ (HMAS Canberra, D33) 」の撃沈に貢献した。「加古」の砲弾消費は主砲192発、高角砲124発、25ミリ機銃149発、魚雷10本だった。偵察のため発進させた水上偵察機は未帰還となった。
この戦闘で「加古」に損害はなかったが、第六戦隊4隻でニューギニア島カビエンに帰投中、8月10日早朝に米潜水艦「S-44 (USS S-44, SS-155) 」に発見された。到着まで数時間程の行程で、戦闘航海3日目のため各艦とも疲労の頂点に達していたという。
午前7時、海上は視界40 kmで平穏、第六戦隊は第1小隊（青葉、加古）と第2小隊（衣笠、古鷹）の小隊並陣・各艦距離800 mで速力16ノットを発揮、「青葉」の水上偵察機1が前路哨戒を行っていたが、之字運動（対潜警戒運動）は実施していなかった。「S-44」は約710ヤード (650 m)の距離から4本の魚雷を発射した。低速航行のうえ外二軸運転のため舵の効きが悪く、近距離で雷跡発見より時間がなかったために回避はできなかった。7時9-10分、1本目が「加古」の一番砲塔右舷に、2本目と3本目は弾薬庫及び缶室の近くに命中した。7時15分、「加古」は右舷に傾いて転覆、沈没した。沈没地点南緯02度28分 東経152度11分 / 南緯2.467度 東経152.183度。乗員の准士官以上54名・下士官兵660名・傭人4名のうち准士官以上6名・下士官兵61名、傭人1名の計68名が戦死した。「青葉」「古鷹」「衣笠」は爆雷を投射した後、装載艇を残してカビエンへ避退した。
艦長の高橋雄次大佐ら生存者650名は装載艇に分乗し、一旦シンブリ島へ上陸。8月11日に駆逐艦「卯月」と大発動艇3隻に分乗してカビエンへ向かい、第六戦隊の各艦に収容された後、特務艦「石廊」でラバウルへ向かった。9月15日、「加古」は軍艦籍より除籍。

## エピソード
- 横須賀に入渠中の1931年（昭和6年）6月下旬、ドイツ軽巡洋艦「エムデン (Emden) 」が来日し[74]、「エムデン」と同時期に完成した「加古」との交換見学会が開かれた[75]。当時の日本の軍艦はリベット構造が主体で、電気溶接を多用したドイツの建艦技術に見学者は興味を抱いた[76]。

- チェスター・ニミッツ太平洋艦隊司令長官は潜水艦による「加古」喪失の効果について「アメリカ軍の惨敗をとにかく埋め合わせた」「後日、日本海軍が東京急行に水上兵力を投入するにあたり、ずっと慎重で消極的な方法をとらせることになった」と指摘している[60]。

## 歴代艦長
※『艦長たちの軍艦史』85-87頁、『日本海軍史』第9巻・第10巻の「将官履歴」に基づく。

### 艤装員長
1. 後藤章 大佐：1925年9月18日[77] - 1926年7月20日[78]

### 艦長
1. 後藤章 大佐：1926年7月20日[78] - 1927年11月15日[79]
2. 吉武純蔵 大佐：1927年11月15日[79] - 1928年12月10日[80]
3. 秋山虎六 大佐：1928年12月10日[80] - 1929年11月30日[81]
4. 近藤信竹 大佐：1929年11月30日[81] - 1930年6月18日[82]
5. 中村亀三郎 大佐：1930年6月18日[82] - 1930年12月1日[83]
6. 井上勝純 大佐：1930年12月1日[83] - 1931年12月1日[84]
7. 古賀七三郎 大佐：1931年12月1日[84] - 1932年12月1日[85]
8. 水戸春造 大佐：1932年12月1日[85] - 1933年11月15日[86]
9. 横山徳治郎 大佐：1933年11月15日[86] - 1934年11月15日[87]
10. 柏木英 大佐：1934年11月15日[87] - 1935年11月15日[88]
11. 藍原有孝 大佐：1935年11月15日[88] - 1936年7月1日[89]
12. 大島乾四郎 大佐：1936年7月1日[89] - 1936年12月1日[90]
13. 岡村政夫 大佐：1936年12月1日[90] - 1937年12月1日[91]
14. 鎌田道章 大佐：1937年12月1日[91] - 1938年10月20日[92]
15. 緒方真記 大佐：1938年10月20日[92] - 1939年5月1日[93]
16. （兼）伊藤皎 大佐：1939年5月1日[93] - 1939年7月1日[94]
17. 江戸兵太郎 大佐：1939年7月1日[94] - 1939年11月15日[95]
18. 堀江義一郎 大佐：1939年11月15日[95] - 1940年10月15日[96]
19. 木下三雄 大佐：1940年10月15日[96] - 1941年9月15日[97]
20. 高橋雄次 大佐：1941年9月15日[97] - 1942年9月1日[98]

## 主な乗員
※階級は発令日当時
- 1926年 7月20日 [78] 香椎哲二郎中佐（副長）。澤田実少佐（砲術長）。鈴木義尾少佐（航海長）。 仲村保造少佐（水雷長）、古村啓蔵中尉（乗員）。中川清海機関中佐（機関長）
  - 12月1日 [99] 井沢春馬中佐（副長）

- 1927年 11月15日[100] 後藤輝道中佐（副長）。丸茂邦則少佐（砲術長）。池内正方少佐（水雷長）

- 1928年12月10日 [80] 西尾不二彦少佐（砲術長）

- 1929年11月30日 [81] 副長・太田泰治中佐 → 中村一夫中佐。三好輝彦少佐（水雷長）。航海長・有賀武夫少佐→土井高少佐

- 1930年12月1日 [83] 砲術長・中尾八郎少佐 → 市村茂松少佐。市来正雄大尉（水雷長）

- 1933年3月11日 [101] 副長・林蓉齋中佐 → 左近允尚正中佐
  - 11月15日 [86] 森良蔵中佐（副長）

- 1939年11月15日 [102] 梶本顗大尉（水雷長）

- 1941年 8月20日 [103] 砲術長・樋口貞治中佐 → 西村春芳少佐。米井恒雄大尉（水雷長）